# Erlenhof (Bergisch Gladbach)
Der Erlenhof ist eine ehemalige Bergarbeitersiedlung im Stadtteil Moitzfeld von Bergisch Gladbach im Rheinisch-Bergischen Kreis. Sie besteht aus den Straßen Im Erlenhof und Barbarastraße.

## Geschichte
Der Name Erlenhof greift die gleichlautende Gewannenbezeichnung auf, die das Urkataster in diesem Bereich verzeichnet. Das Bestimmungswort Erlen leitet sich aus dem althochdeutschen Baumnamen erla her und erinnert an einen früheren Erlenbestand.
Nach dem Ersten Weltkrieg expandierte der Betrieb auf der Grube Weiß. Dadurch wurden mehr und mehr Arbeiter für den Bergbau benötigt. Zunächst versuchte man, Arbeiter aus der näheren und weiteren Umgebung heranzuschaffen, die zum Teil in Behelfsunterkünften mit Verpflegung untergebracht wurden. Das reichte aber nicht aus. Deshalb schuf man Anfang der 1920er Jahre die Arbeitersiedlung Erlenhof als Anreiz, mit der Familie hier zu wohnen und auf der Grube Weiß zu arbeiten.